# 7298 Matudaira-gou
7298 Matudaira-gou eller 1992 WM5 är en asteroid i huvudbältet som upptäcktes den 26 november 1992 av de båda japanska astronomerna Takeshi Urata och Kenzo Suzuki i Toyota. Den är uppkallad efter Matudaira-gou i Toyota.
Asteroiden har en diameter på ungefär 5 kilometer.